# Gustav Ritter von Kahr
Gustav Kahr, fra 1911 Ritter von Kahr (født 29. november 1862 i Weißenburg i Bayern, død 30. juni 1934 i KZ Dachau) var en tysk jurist og politiker. Fra 16. marts 1920 til 11. september 1921 var han stats- og udenrigsminister i Bayern. Mest kendt er han for sin rolle i nedkæmpelsen af Ølstuekuppet i 1923.

## Levned
Han var søn af præsidenten for den bayerske forvaltningsret Gustav von Kahr og dennes hustru Emilie, født Rüttel. Fra 1877 til 1882 var han elev på Maxgymnasium i München. Fra 1882 til 1888 studerede Kahr jura i München og var samtidig medlem af studenterforeningen Akademischer Gesangverein München. Fra 1888 til 1902 arbejdede han som forvaltningsjurist i München og Kaufbeuren. I 1890 giftede han sig med Ella Schübeck. Fra 1902 var han ansat i det bayerske indenrigsministerium, hvor han var ansvarlig for folkelig kunst og mindesmærker. I 1911 modtog han den bayerske krones fortjenstorden for sin indsats for den folkelige kunst, hvilket indebar at han blev optaget i ridderstanden.

### Regeringsleder
I 1917 blev han regeringspræsident i Oberbayern. Efter Kappkuppet blev den protestantiske monarkist den 16. marts 1920 valgt til efterfølger for Johannes Hoffmann. Kahr var leder af en borgerlig højrefløjsregering og stod for en selvstændig bayersk linje i Tyskland. Med støtte fra militsen Einwohnerwehr lod han arbejder- og soldaterrådene opløse og grundlagde Bayerns ry som et centrum for orden. Efter at have udstedt den såkaldte Republikschutz-Verordnung efter mordet på Matthias Erzberger trådte han den 12. september 1921 tilbage i protest, da han ikke kunne forhindre opløsningen af Einwohnerwehr. Han vendte tilbage til sin gamle post som regeringspræsident i Oberbayern. I årene 1920 og 1923 beordrede Kahr i forbindelse med en landsdækkende antisemitisk kampagne masseudvisning af såkaldte Østjøder.

### Generalstatskommissær
I protest mod rigsregeringens opgivelse af kampen om Ruhr blev Kahr udnævnt til generalstatskommissær af den bayerske statsregering og fik diktatorisk magt. Den 26. september satte han Bayern i undtagelsestilstand. Hærenhederne i Bayern underlagde han sin kommando. Desuden forbød han udgivelsen af den socialdemokratiske avis Münchener Post.

### Hitler-Ludendorff-kuppet
Da Kahr den 8. november 1923 holdt en tale for omkring 3.000 i Bürgerbräukeller i München, blev salen stormet af Adolf Hitler, Erich Ludendorff, Hermann Göring og andre nationalsocialister. Hitler proklamerede den "nationale revolution" og indbød Kahr, generalløjtnant Otto Hermann von Lossow og politioberst Hans Ritter von Seißer til et møde i et baglokale. Her overtalte han med våbenmagt Kahr og de andre til at slutte sig til en national opstand. Tilbage i salen opfordrede Kahr de tilstedeværende til at slutte sig til Hitlers statskup, som var planlagt til den følgende dag. Da de havde givet deres æresord på ikke at foretage sig noget mod Hitlers kup, undlod Ludendorff at arrestere Kahr, Lossow og Seißer. De to sidste gennemførte straks modforanstaltninger for at imødegå statskuppet. Efter nogle timers overvejelse besluttede Kahr sig også for at bekæmpe Hitler og kl. 2.55 udsendte han en erklæring på alle radiokanaler hvor han opløste nazistpartiet samt Freikorps Oberland og Bund Reichskriegsflagge.
Næste dag den 9. november 1923 kom det ved et håndgemæng mellem oprørere og politi til en skudveksling hvor 16 oprørere, 4 politifolk og en udenforstående blev dræbt. Hitler lagde ansvaret for kuppets udfald på Kahr.
Den 17. februar 1924 trådte Ritter von Kahr tilbage fra posten som generalstatskommissær og blev præsident for den bayerske forvaltningsret, en post han beklædte til 1927.

### Drabet i Dachau-koncentrationslejren
Den 30. juni 1934 blev han i forbindelse med den såkaldte De lange knives nat taget til fange af en gruppe nazister i sin lejlighed i München. På vej til koncentrationslejren i Dachau blev han alvorligt mishandlet af to SS-mænd og derpå efter ordre fra kommandanten i lejren, Theodor Eicke, skudt i kommandanturens arrestrum. Han blev sandsynligvis skudt af overopsynsmanden Johann Kantschuster.
Den 7. juli 1934 skrev nazisternes chefideolog Alfred Rosenberg i sin dagbog, at "forræderne" fra 9. november [19]23 var blevet bragt til Dachau, så de nu kunne udføre "ærligt arbejde". og: "Således blev den 9. november [19]23 alligevel sonet, og Kahr har opnået sin for længst fortjente skæbne." Om Theodor Eicke myrdede Kahr med eller uden ordre fra Hitler er ikke blevet opklaret.

## Udmærkelser
Som allerede hans far, så blev også Gustav Ritter von Kahr modtager af den bayriske krones fortjenstorden. Denne orden var - ligesom dens militære pendant - ledsaget af en personlig, ikke arvelig - optagelse i adelen, og Kahr fik derigennem hæderstitlen "Ritter von".

### Anvendte kilder
- Gustav von Kahr: Reden zur bayerischen Politik. Ausgewählte Reden des bayerischen Ministerpräsidenten Dr. von Kahr. In: Politische Zeitfragen 2 (1920), H. 22-24.
- Landesausschuss der SPD in Bayern (Hg.): Hitler und Kahr. Die bayerischen Napoleonsgrößen von 1923. Ein im Untersuchungsausschuss des Bayerischen Landtags aufgedeckter Justizskandal. Georg Birk, München 1928.

### Andre kilder
- Stephan Deutinger: Gustav von Kahr. Regierungspräsident von Oberbayern 1917 - 1924. I: Die Regierungspräsidenten von Oberbayern im 19. und 20. Jahrhundert. Hrsg. im Auftr. von Regierungspräsident Werner-Hans Böhm durch Stephan Deutinger, Karl-Ulrich Gelberg und Michael Stephan. München 2005, S. 218-231.
- Anton Kerschensteiner: Dr. Gustav von Kahr. I: Schönere Heimat 51 (1962), S. 496-498.
- Elina Kiiskinen: Die Deutschnationale Volkspartei in Bayern (Bayerische Mittelpartei) in der Regierungspolitik des Freistaats während der Weimarer Zeit. München 2005.
- Anton Mößmer: Gustav von Kahr. Ein Lebensbild. I: Freunde des Hans-Carossa-Gymnasiums e.V. Landshut 28 (1988), S. 34-68.
- Reiner Pommerin: Gustav Ritter von Kahr. I: Kurt G. A. Jeserich/Helmut Neuhaus (Hgg.): Persönlichkeiten der Verwaltung. Kohlhammer, Stuttgart 1991, S. 281-285.
- Karl Rothenbücher: Der Fall Kahr. Mohr, Tübingen 1924 (= Recht und Staat in Geschichte und Gegenwart, Bd. 29)
- Reinhard Schwirzer: Gustav Ritter von Kahr (1862 - 1934), seine Familie und Weißenburg. In: Villa nostra 2004, H. 2, S. 30-43.
- Martin Weichmann: „Ruhe und Ordnung um jeden Preis.“ Weißenburger und Weißenburg zwischen Räterepublik und Hitlerputsch. Teil II: Gustav von Kahr und die Einwohnerwehren. I: Villa nostra 2008, H. 1, S. 5-21.
- Bernhard Zittel: Gustav von Kahr. In: Gerhard Pfeiffer (Hg.): Fränkische Lebensbilder, Bd. 3. Würzburg 1969, S. 327-346.
- Bernhard Zittel: Kahr, Gustav Ritter von. I: NDB 11 (1977), S. 29f.

## Eksterne kilder
- http://www.dhm.de/lemo/html/biografien/KahrGustav/